# Virginia Valli
Pour les articles homonymes, voir Valli (homonymie).
Virginia Valli est une actrice américaine née le 10 juin 1898 à Chicago, Illinois (États-Unis), morte le 24 septembre 1968 à Palm Springs (Californie).

## Biographie
Elle fut l'épouse de l'acteur Charles Farrell.

## Filmographie
- 1916 : Vernon, the Bountiful
- 1917 : Much Obliged
- 1917 : Skinner's Dress Suit
- 1917 : Satan's Private Door : June Rose
- 1917 : The Quarantined Bridegroom
- 1917 : Filling His Own Shoes : Roxana
- 1917 : The Golden Idiot : Faith Fanshawe
- 1917 : The Long Green Trail
- 1917 : Efficiency Edgar's Courtship : Mary Pierce
- 1917 : The Fable of the Speedy Sprite
- 1917 : The Fibbers : Barbara
- 1918 : Uneasy Money : rôle indéterminé
- 1918 : A Romance of Rails and Power
- 1918 : Ruggles of Red Gap (en) de Lawrence C. Windom : Veuve Judson
- 1919 : The Black Circle : Lucy Baird
- 1919 : His Father's Wife : Sally Tyler
- 1920 : The Very Idea : Edith Goodhue
- 1920 : The Dead Line : Julia Weston
- 1920 : The Common Sin
- 1920 : The Plunger : Alice Houghton
- 1921 : The Silver Lining (en) de Roland West : Evelyn Schofield
- 1921 : Sentimental Tommy : Lady Alice Pippinworth
- 1921 : Love's Penalty : Mrs. Steven Saunders
- 1921 : The Man Who : Mary Turner
- 1921 : A Trip to Paradise : Nora O'Brien
- 1921 : The Devil Within : Laura
- 1921 : The Idle Rich : Mattie Walling
- 1922 : The Right That Failed : Constance Talbot
- 1922 : Tracked to Earth : Anna Jones
- 1922 : His Back Against the Wall : Mary Welling
- 1922 : The Black Bag : Dorothy Calender
- 1922 : La Tourmente (The Storm)  de Reginald Barker : Manette Fachard
- 1922 : Le Forgeron du village (The Village Blacksmith) de John Ford : Alice Hammond, la fille du forgeron
- 1923 : La Terre a tremblé (The Shock)  de Lambert Hillyer : Gertrude Hadley
- 1924 : Une dame de qualité (A Lady of Quality) de Hobart Henley : Clorinda Wildairs
- 1924 : Capricciosa (Wild Oranges) de King Vidor  : Nellie Stope
- 1924 : The Confidence Man : Margaret Leland
- 1924 : Le Veilleur du rail (The Signal Tower) de Clarence Brown : Sally Tolliver
- 1924 : La vie et la mort ont croisé le fer (In Every Woman's Life) de Irving Cummings : Sara Langford
- 1924 : K - The Unknown : Sidney Page
- 1925 : The Price of Pleasure d'Edward Sloman : Linnie Randall
- 1925 : Up the Ladder : Jane Cornwall
- 1925 : Siege : Frederika
- 1925 : The Lady Who Lied : Fay Kennion
- 1925 : The Man Who Found Himself : Nora Brooks
- 1925 : Le Jardin du plaisir (The Pleasure Garden) d'Alfred Hitchcock : Patsy Brand
- 1926 : Watch Your Wife : Claudia Langham
- 1926 : Plein la vue : Louis Heller
- 1926 : Flames : Anne Travers
- 1927 : Stage Madness : Madame Lamphier
- 1927 : Marriage : Marjorie Pope
- 1927 : Un homme en habit (Evening Clothes) de Luther Reed : Germaine
- 1927 : Paid to Love : Gaby
- 1927 : Judgment of the Hills : Margaret Dix
- 1927 : À l'ombre de Brooklyn (East Side, West Side) de Allan Dwan : Becka Lipvitch
- 1927 : Ladies Must Dress : Eve
- 1928 : The Escape : May Joyce
- 1928 : The Street of Illusion : Sylvia
- 1929 : Behind Closed Doors : Nina Laska
- 1929 : L'Île des navires perdus (The Isle of Lost Ships) d'Irvin Willat : Dorothy Whitlock / Renwick
- 1929 : Mister Antonio : June Ramsey
- 1929 : The Lost Zeppelin d'Edward Sloman : Mrs. Hall
- 1930 : Guilty? : Carolyn
- 1931 : Night Life in Reno : June Wyatt